# (10474) Pecina
(10474) Pecina est un astéroïde de la ceinture principale.

## Description
(10474) Pecina est un astéroïde de la ceinture principale. Il fut découvert le 3 mars 1981 à l'observatoire de Siding Spring par Schelte J. Bus. Il présente une orbite caractérisée par un demi-grand axe de 2,72 UA, une excentricité de 0,06 et une inclinaison de 4,1° par rapport à l'écliptique.